# Station Blonville-sur-Mer-Benerville
Station Blonville sur Mer - Benerville is een spoorweghalte in de Franse gemeente Blonville-sur-Mer. Zij wordt bediend door treinen van het netwerk Nomad Train op het traject Trouville-Deauville - Dives-Cabourg